# Private Snafu
«Рядовой Снафу» (англ. Private Snafu) — главный персонаж серии чёрно-белых американских сатирических учебных короткометражных мультфильмов для солдат, которые были выпущены во время Второй мировой войны между 1943 и 1945 годами. Задачей фильмов был инструктаж военных о мерах безопасности, санитарных привычках, минах-ловушках и других военных объектах, а также улучшение морального духа войск. В первую очередь они демонстрировали негативные последствия неправильного поведения. Имя главного героя означает аббревиатуру из военного сленга SNAFU (англ. Situation Normal: All Fucked Up), которая переводится как «ситуация в норме: всё профукано».
Сериал был снят Чаком Джонсом и другими известными голливудскими аниматорами, рядового Снафу озвучил Мел Бланк.

## Происхождение
Персонаж был создан режиссёром Фрэнком Капрой, председателем первого кинематографического подразделения ВВС США, большинство сценариев были написаны Теодором «Доктором Сьюзом» Гейзелем, Филиппом Д. Истманом и Манро Лифом. Хотя армия Соединённых Штатов предоставила первую пробу создания мультфильмов Уолту Диснею, Леон Шлезингер из анимационной студии Warner Bros. сбросил цену от предложения Disney на две трети и выиграл контракт. Кроме того, Дисней требовал исключительного владения персонажем и прав на мерчендайзинг. Мультфильмы продемонстрировали совместную работу лучших специалистов в своих областях, что было обычным явлением во время войны.
Целью было обучение малообразованной части призывников с помощью анимационных мультфильмов и дополнительных комиксов. Фильмы отличались простым языком, яркими иллюстрациями, грубой лексикой и тонким морализаторством. Рядовой Снафу, делая всё неправильно, своим отрицательным примером давал базовые уроки секретности, профилактики заболеваний и соблюдения военных процедур.
Мультфильмы Private Snafu были засекречены с целью использования только в армии. Опросы предпочтений солдат обычно давали мультфильмам Снафу первые или вторые места. На съёмку серии уходило шесть недель. Для сохранения секретности, по воспоминаниям Марты Сигалл, работавшей в отделе чернил и красок, сотрудники должны были пройти дактилоскопию и получить допуск к работе в ФБР. На работе они должны были носить идентификационные значки. Работникам отдела чернил и красок давали по десять листов за раз, чтобы они не могли понять содержание истории.
Имя «Рядовой Снафу» произошло из популярной в солдатском юморе матерной аббревиатуры SNAFU («Situation Normal: All Fucked Up» — «ситуация нормальная: всё просрано»), а рассказчик во вступлении в первом мультфильме намекает на его обычное значение как «Situation Normal, All … All Fouled Up!» («нормальная ситуация, всё… Всё провалено!»)

## Содержание
Короткометражки не требовалось представлять на утверждение в Администрацию производственного кода, и поэтому они не подпадали под действие Кодекса производства кинофильмов. Большинство серий «Private Snafu» носят обучающий характер, и хотя военному департаменту пришлось одобрить раскадровки, режиссёрам Warner была предоставлена большая свобода действий, чтобы мультики были интересными. Своим безответственным поведением Снафу демонстрирует солдатам, чего не следует делать во время войны. В «Private Snafu vs. Malaria Mike», например, Снафу пренебрегает лекарством от малярии и репеллентом, что позволяет малярийному комару овладеть им в конце концов — буквально. В серии «Spies» Снафу несколько раз понемногу проговаривается, а потом, напившись, теряет над собой контроль, в итоге шпионы из стран «Оси» обобщили информацию и доложили Гитлеру, пославшему для уничтожения корабля Снафу подводные лодки, взрывами торпед провалившие его прямо в ад. В шести короткометражках сериала он погибает по своей глупости: серия «Spies» (взорван вражескими торпедами), «Booby Traps» (бомбой, спрятанной внутри пианино), «The Goldbrick» (раздавлен танком), «A Lecture on Camouflage» (опять бомбой), «Private Snafu vs. Malaria Mike» (умирает от малярии) и «Going Home» (раздавлен машиной).
В девяти короткометражках Снафу присутствует персонаж по имени Техническая Фея Первого Класса. «Техническая фея» — это грубое, небритое, курящее сигары миниатюрное существо, на крыльях которой изображены эмблемы технического сержанта, носящее только носки, шорты и униформу. Когда оно появляется, оно исполняет желания Снафу, в основном по нарушению протокола или попытки сделать что-то быстрым и небрежным способом. Результаты обычно заканчиваются катастрофой, с ценным уроком Снафу о правильных военных процедурах. Например, в мультфильме 1944 года « Snafuperman» Техническая Фея превращает рядового Снафу в супергероя Снафупермана, который беспечностью доводит своё головотяпство до уровня суперсилы.
Последующие шалости Снафу на войне стали больше похожи на шутки другого персонажа Уорнера, Багза Банни, хитреца, встречающего врага лицом к лицу. Мультфильмы были предназначены для солдатской аудитории (в качестве части двухнедельного киножурнала Army-Navy Screen Magazine), и поэтому были довольно рискованными по стандартам 1940-х годов, с проклятиями, голозадыми солдатами и большим количеством скудно одетых (и даже полуобнаженных) женщин. Изображения японцев и немцев враждебно-комичны, как и было принято в США во время войны.
Короткометражки Снафу примечательны тем, что были созданы в золотое время анимации Warner Bros. Над ними работали такие режиссеры, как Чак Джонс, Фриз Фреленг, Боб Клампетт и Фрэнк Ташлин, находящиеся в своей лучшей форме. П. Д. Истман был автором и художником раскадровок для серий Снафу. В озвучивании участвовал знаменитый Мел Бланк (сделавший голос рядового Снафу похожим на Багза Банни своего же исполнения, при том что Баг Банни был вставлен в эпизоды Снафу «Gas» и «Three Brothers»). К концу войны другие студии тоже начали выпускать короткометражки Снафу (армия обвинила Шлезингера в том, что он раздувает счета), хотя некоторые из них так и не добрались до целлулоида вплоть до окончания войны. Фильмы Снафу также отчасти послужили сохранению анимационных студий открытыми во время войны — создающие обучающие фильмы студии были признаны важной отраслью.
После этого персонаж неоднократно использовался в качестве камео: в эпизоде Animaniacs «Boot Camping» персонаж очень похож на рядового Снафу, а в эпизоде Futurama «Я встречался с роботом» рядовой Снафу показывается несколько секунд в начальных титрах на видеоэкране, установленном на здании.
В то время как фильмы о рядовом Снафу никогда не выходили в открытый кинопрокат с тех пор, как сериал был запущен в 1943 году (с дебютной короткометражкой «Прибытие»! Snafu, режиссер Чак Джонс), прототип Снафу, безымянный и в цвете, появляется в мультфильме Джоунса «The Draft Horse», выпущенном в кинопрокат годом ранее, 9 мая 1942 года. Он послужил основой для персонажа Снафу в сериале.
24-й фильм сериала, «Going Home», созданный в 1945 году, так и не был выпущен. В нём было показано, какой ущерб может быть нанесен, если находящийся в отпуске солдат слишком много говорит о военных действиях своего подразделения. В фильме Снафу обсуждает со своей подругой «секретное оружие», которое похоже на атомные бомбы, сброшенные на Хиросиму и Нагасаки.
В 1946 году была запланирована серия мультфильмов для военно-морского флота с участием брата рядового Снафу «Моряк Тарфу» (англ. Tarfu, «Things Are Really Fucked Up»), но война подошла к концу, и проект так и не был осуществлён, за исключением одного мультфильма под названием «Private Snafu Presents Seaman Tarfu in the Navy» (Рядовой Снафу представляет моряка Тарфу на флоте). В мультфильме «Три брата» показано, что у Снафу есть два брата, голубятник по имени Тарфу и дрессировщик собак по имени Фубар (англ. Fubar, «Fucked Up Beyond All Recognition»).

## Доступность
Как и другие рассекреченные работы по заказу правительства Соединенных Штатов, отдельные короткометражки Снафу находятся в открытом доступе и, таким образом, свободно доступны во многих местах, в том числе на YouTube и в интернет-архиве.
Кроме того, Warner Home Video начал использовать короткометражки «Private Snafu» в качестве бонусного материала для своей «Золотой коллекции Looney Tunes». Кроме этого, доступны коммерческие DVD от Thunderbean Animation, выпустившей DVD со всеми мультфильмами про Снафу, под названием Private Snafu Golden Classics, и Bosko Video.
По крайней мере одна из короткометражек «Private Snafu», под названием Spies, использовалась в качестве музейного экспоната: в экспозиции раздела Второй мировой войны Международного музея шпионажа.

## Влияние на детскую литературу
Согласно послевоенному исследованию мультфильмов Снафу, опыт работы авторов Теодора Гейзеля (доктора Сьюза), Филиппа Д. Истмана и Манро Лифа во время войны повлиял на их послевоенные детские книги, особенно в части использования простого языка и некоторых тем. Доктор Сьюз написал «Кота в шляпе» (1957), полагая, что ранее широко использовавшиеся учебные книги были слишком скучными, чтобы побудить детей читать. Гейзель, Истман и Лиф являются авторами книг, написанных для поощрения личной ответственности, сохранения и уважения мультикультурализма, одновременно обучая и принимая реальность половых различий. Персонажи Гейзеля часто изображались как мятежники, которые проявляли независимость ума. Персонажи Истмена, с другой стороны, обычно принимали мудрость авторитетных фигур. Герои Лифа были чем-то промежуточным между ними и казались менее однозначными в вопросах соотношения независимости и авторитета.

## Фильмография

### Рядовой Снафу
Все указанные здесь короткометражки были созданы Warner Bros для военного министерства США, и являются мультфильмами, если не указано иное. Фильмы, производимые для правительства США, ныне находятся в свободном доступе.
| Название                                        | Режиссёр      | Дата выпуска                          | Примечание | Видео |
| ----------------------------------------------- | ------------- | ------------------------------------- | --- | ----- |
| Coming!! Snafu                                  | Chuck Jones   | 28 июня 1943                          | Пилотная серия сериала |       |
| Gripes                                          | Friz Freleng  | 5 июля 1943                           | |       |
| Spies                                           | Chuck Jones   | 9 августа 1943                        | |       |
| The Goldbrick                                   | Frank Tashlin | 13 сентября 1943                      | |       |
| The Infantry Blues                              | Chuck Jones   | 20 сентября 1943                      | |       |
| Fighting Tools                                  | Bob Clampett  | 18 октября 1943                       | Появление Даффи Дака в качестве старшей утки. Краткое появление читаемого заголовка «Adolph Hitler Commits Suicide» (Самоубийство Гитлера), что в реальности произошло лишь через полтора года. |       |
| The Home Front                                  | Frank Tashlin | 15 ноября 1943                        | |       |
| Rumors                                          | Friz Freleng  | 13 декабря 1943                       | |       |
| Booby Traps                                     | Bob Clampett  | 10 января 1944                        | |       |
| Snafuperman                                     | Friz Freleng  | 6 марта 1944                          | |       |
| Private Snafu vs. Malaria Mike                  | Chuck Jones   | 27 марта 1944                         | |       |
| A Lecture on Camouflage                         | Chuck Jones   | 24 апреля 1944                        | |       |
| Gas                                             | Chuck Jones   | 29 мая 1944                           | Из сумки для противогаза появляется Багз Банни. |       |
| Going Home                                      | Chuck Jones   | 5 июня 1944                           | Часто указываемый заголовок «Coming Home» ошибочен, и появился в результате ошибки печати. |       |
| The Chow Hound                                  | Frank Tashlin | 19 июня 1944                          | |       |
| Censored                                        | Frank Tashlin | 17 июля 1944                          | |       |
| Outpost                                         | Chuck Jones   | 28 августа 1944                       | |       |
| Payday                                          | Friz Freleng  | 25 сентября 1944                      | |       |
| Target: Snafu                                   | Friz Freleng  | 23 октября 1944                       | |       |
| Three Brothers                                  | Friz Freleng  | 4 декабря 1944                        | Появление Багз Банни, когда Fubar убегает от собаки. |       |
| In the Aleutians — Isles of Enchantment         | Chuck Jones   | 12 февраля 1945                       | |       |
| It’s Murder She Says                            | Chuck Jones   | 26 февраля 1945                       | |       |
| Hot Spot                                        | Friz Freleng  | 2 июля 1945                           | |       |
| No Buddy Atoll                                  | Chuck Jones   | 8 октября 1945                        | |       |
| Operation Snafu                                 | Friz Freleng  | 22 декабря 1945                       | |       |
| Secrets of the Caribbean                        | Chuck Jones   | Не был выпущен (планировался на 1945) | Master given to the Army (утерянный фильм) |       |
| Private Snafu Presents Seaman Tarfu in the Navy | Hugh Harman   | 1946                                  | |       |

### Few Quick Facts
Выпущено :
| заглавие                                 | Дата | Режиссёр     | Студия        | Примечания                       |
| ---------------------------------------- | ---- | ------------ | ------------- | -------------------------------- |
| AIR&NAVY/China/Safety                    | 1944 | неизвестен   | MGM           | Снафу появляется в третьем акте. |
| US Soldier/Bullet/Diarrhea and Dysentery | 1944 | неизвестен   | МГМ и УПА     | Снафу появляется в третьем акте. |
| USS Iowa/Brain/Shoes                     | 1944 | неизвестен   | MGM           | Снафу появляется в третьем акте. |
| Chaplin Corps/Accidents/Gas              | 1944 | неизвестен   | MGM           | Снафу появляется во втором акте. |
| Voting for Servicemen                    | 1944 | неизвестен   | Студия Диснея |                                  |
| Venereal Disease                         | 1944 | неизвестен   | Студия Диснея | утерянный мультфильм             |
| Inflation                                | 1945 | Осмонд Эванс | UPA           |                                  |
| Fear                                     | 1945 | Осмонд Эванс | UPA           |                                  |
| Japan                                    | 1945 | Осмонд Эванс | UPA           |                                  |
| Lend/Lease                               | 1945 | неизвестен   | UPA           |                                  |
| GI Bill of Rights                        | 1946 | неизвестен   | Студия Диснея |                                  |

Эпизод «Weapons of War» (1945 г.) изначально планировался как часть сериала «Few Quick Facts», но был исключен. Так же, вероятно, был исключён из «Few Quick Series» эпизод «Another Change» (1945), созданный Disney.
Не были выпущены:
| заглавие                                    | Дата                    | Режиссёр    | Студия       |
| ------------------------------------------- | ----------------------- | ----------- | ------------ |
| Mop Up (How to Get a Fat Jap Out of a Cave) | Планировался на 1946 г. | Текс Эйвери | MGM          |
| Tuscarora                                   | Планировался на 1946 г. | Хью Харман  | Harman-Ising |